# チャコ
チャコ（英語: tailor's chalk）とは、裁縫を行う際に、布に直接印を付けるために用いる道具である。狭義には原料の微粉末を固形化した製品を指すが、広義には他の形状・材質の物も含み、チャコ○○、○○チャコと表す。例えば、チャコペン、ロウチャコなどが挙げられる。いずれも、布に一時的な印を付けるために使用される。

## 材質と形状

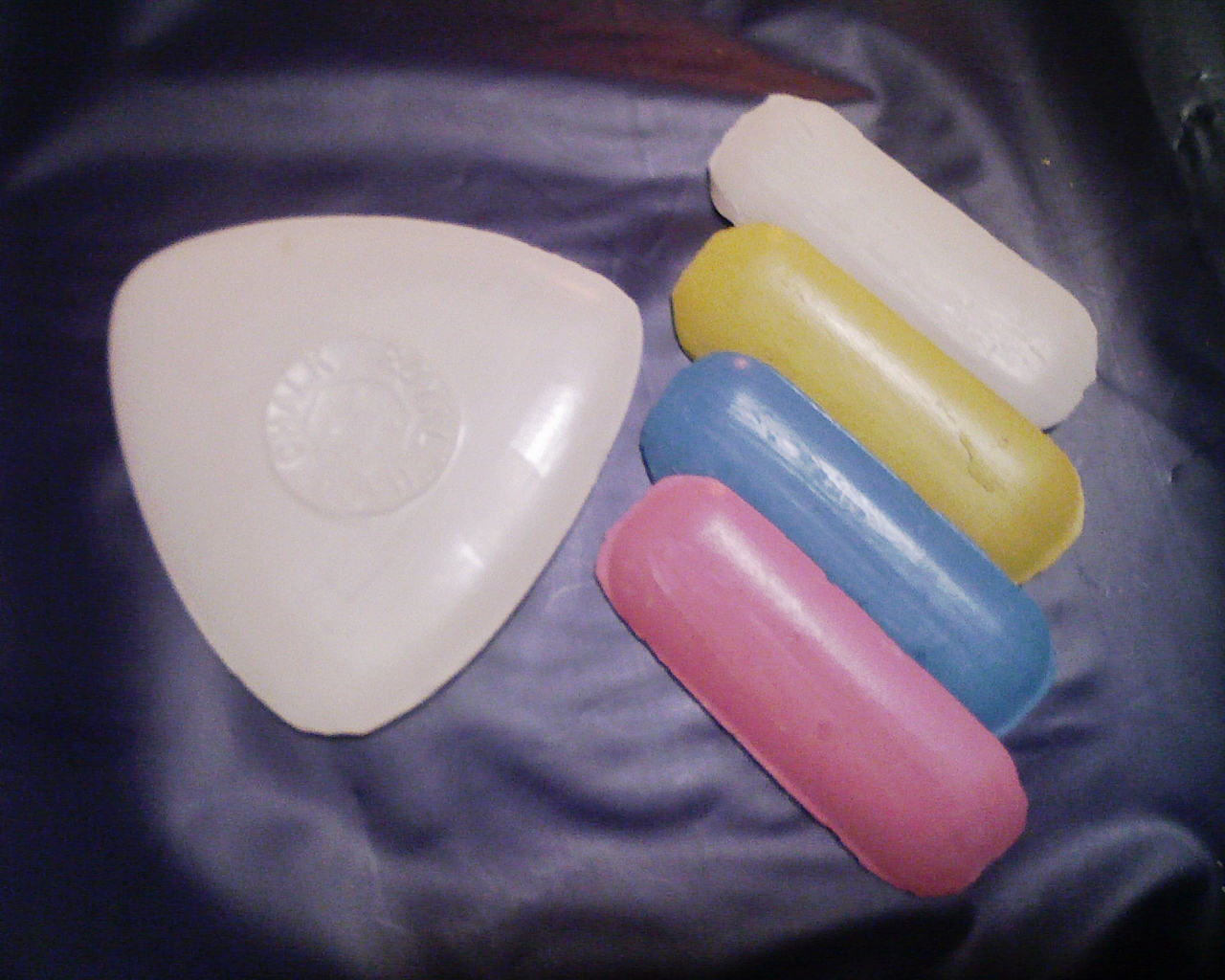
様々な形状のチャコ。

日本語における「チャコ」の語源は、英語のチョーク（chalk）の転訛である

。
訛らずにチョークと呼ぶ場合も見られる。この語源からも明らかなように、チャコは基本的に、滑石やカオリンの微粉末を原料とする。この微粉末を、頂点の部分が丸みを帯びた三角形や長方形の薄い板状に、適切な油脂を用いて練り固めて製造する。適度な固さを有し、布に擦り付けると、滑らかに擦り減る。しかし、脆くて衝撃に弱く、落とすと割れ得る。
製品にもよるものの、辺縁部は薄く、中心部は厚くなるよう成形されており、長い辺が5 cm内外、中心部の厚さが3 mmから5 mm程度の掌に収まる程度の大きさをした製品も見られる。

## 使用法

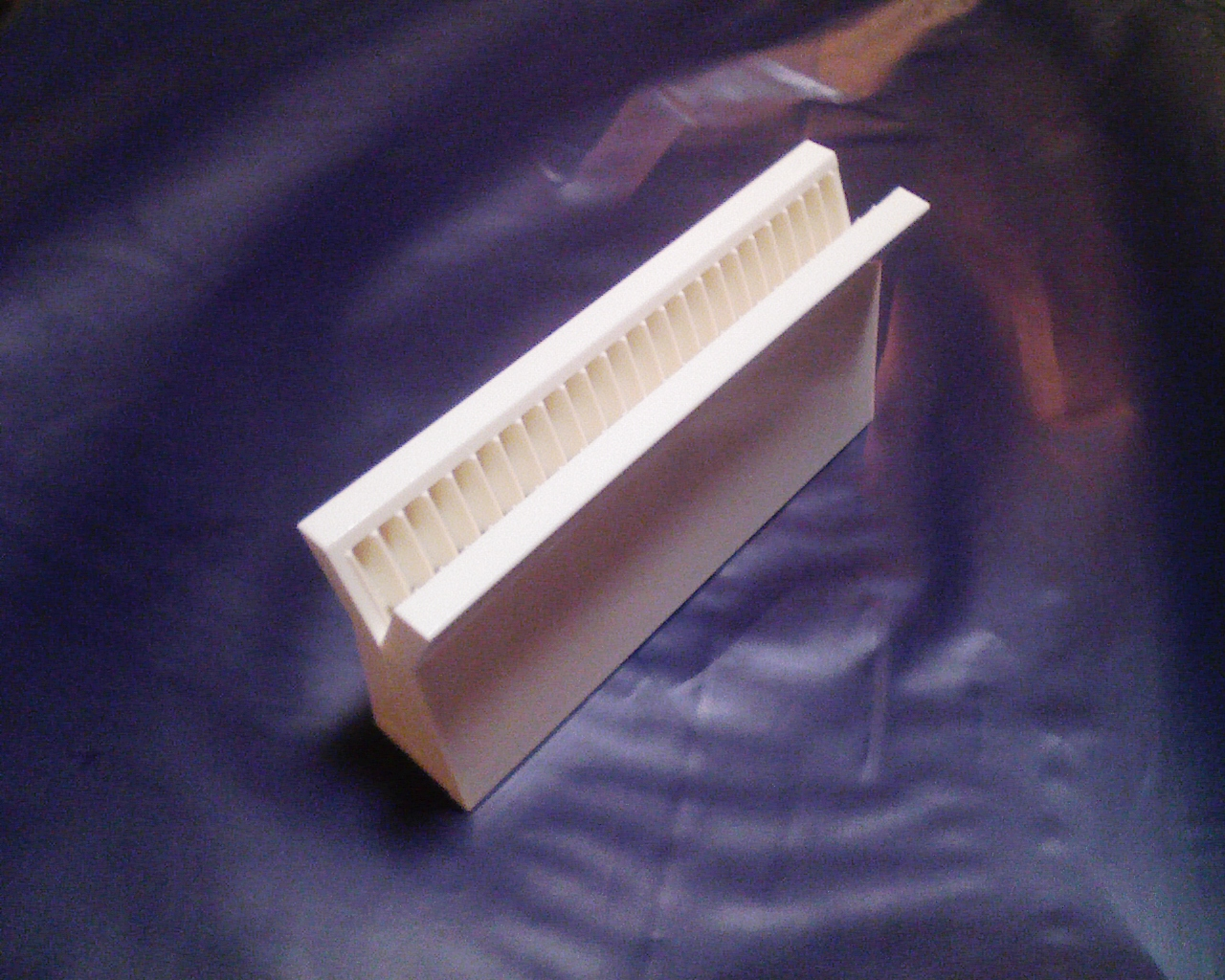
チャコ削り

布に対して立てるようにチャコを持ち、布に縁を押し当てて擦り、微粉末を布に付着させて印を付ける。印を消す際は、ブラシなどを用いて布に付着した微粉末を物理的に叩き落とすか、洗濯をして洗い落とす。チャコで付けた印の上からアイロンを当てたりして熱を加えると、印が消え難くなるので注意が必要である。なお、チャコがすり減って印の線が太くなった場合には、縁を削って薄くして用いる。チャコを削るための専用の道具も市販されており、それは「チャコ削り」などと呼ばれる。

## 色
チャコには、白色の他にも、顔料を練り混ぜて黄、淡い青、淡い赤などの色が付けてある製品も見られ、印を付ける布の色によって使い分ける。すなわち、布の色とチャコの色が似ていては、印が見難いため、ある程度は異なる色を選択する。一方で、布の色に対してチャコの色が目立ち過ぎるすぎる場合には、もしも完全に落とせなかった場合に、汚れとして目立つため、そのような色の組み合わせは、一般に用いられない。

## ロウチャコ
布に印を付けるための固形のロウである。ロウチャコ以外にも、ローチャコなどの表記揺れが見られ、さらに、ロウチョークとも呼ばれる。チャコと同様に辺縁部が薄く中心部が厚い薄板状に成形されていた製品の他に、クレヨンのように棒状に成形された製品も見られる。使用法は、布に強く擦り付けて、布にろうを付着させて印を付ける。ロウが白く見えるため、基本的には濃色の布に用いる。消す場合は、印の上からアイロンを当てて加熱し、ロウを気化させて取り除く。落としても割れ難く、割れた場合でも熱を加えて繋ぎ合わせられる。紳士服などの注文服の仕立てに使用される他に、擦っても消えず印が長持ちし、かつ、簡単に消せるため、キルトなど長い製作期間を必要とする場合の印付けのために、ロウチャコを選択する場合が見られる。

## 派生製品
派生製品（広義のチャコ）は、使い易いよう形状に工夫を凝らしている。また、印を消し易い製品の開発が行われてきた。

### 粉末型
微粉末状のチャコを、専用のケースに入れた製品である。ケースを布に当てると、ケースに開けた穴から少量ずつチャコが出て、印付けができる。また、空になったケースに粉末を詰め替えられる製品も見られる。

### 鉛筆型

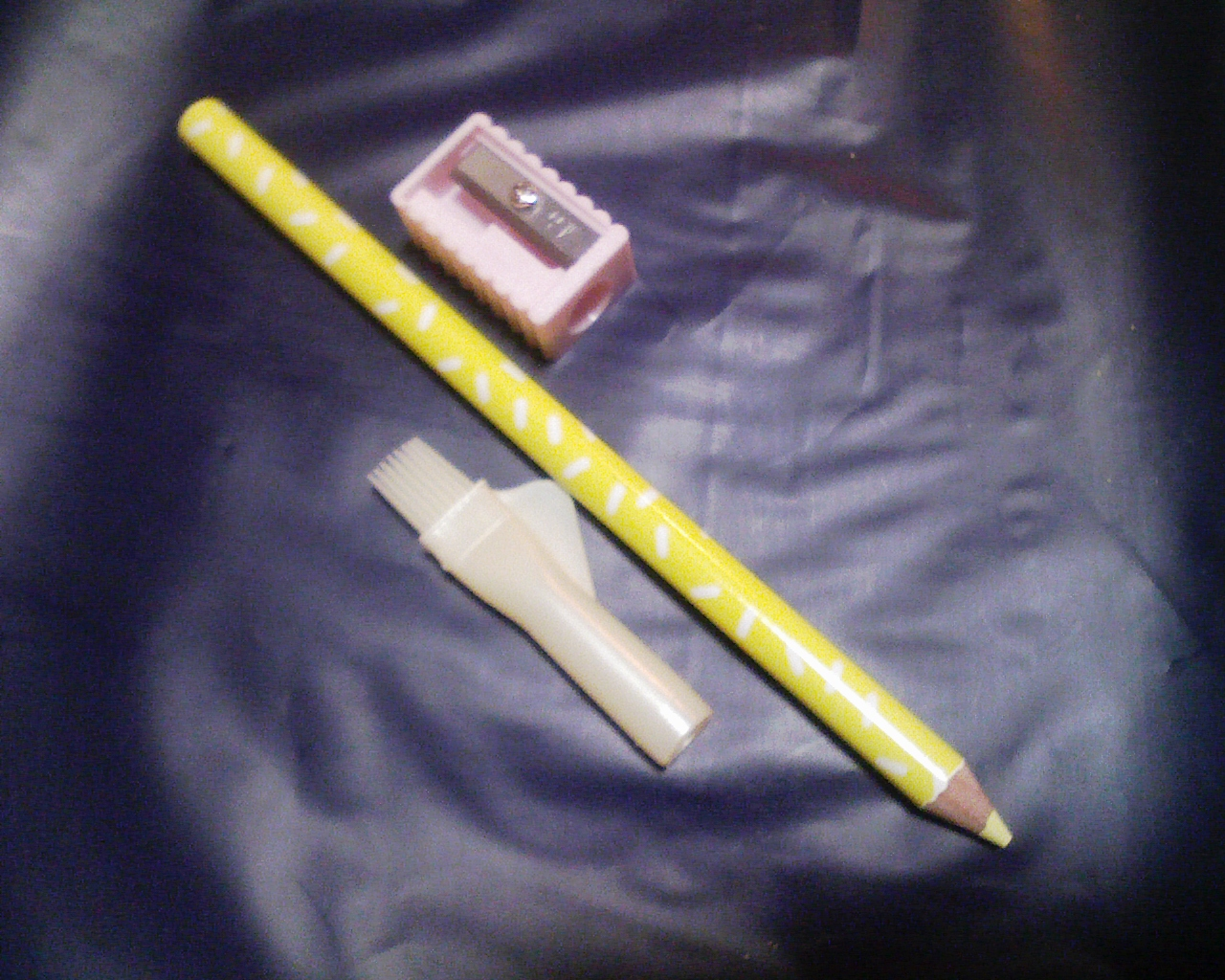
鉛筆型チャコと専用チャコ削り。キャップにはブラシが付属している。

チャコを芯にした鉛筆のような形状に製造された製品である。チャコペンシルなどと呼ばれる。使用法は、普通の鉛筆のように用いるものの、削る際には、専用の鉛筆削り型のチャコ削りを用いる。また、シャープペンシル型やノック式の芯ホルダー型の製品も見られる。
なお、チャコを落とすためのナイロンブラシが付属していた製品も見られる。また、専用の消しゴムを用いて消せる製品も見られる。

### ペン型
一般にチャコペンと呼ばれる。水で消えたり、時間が経過すると消える特殊な水性インクを用いている。ペン型の専用染み抜きを用いて消す製品も見られる。極細で一定の太さの印を付けられるものの、インクが染みて広がり易い種類の布への印付けには向かない。
アイロンで消えるチャコペンは、ペン型のロウチャコであり、ロウを揮発性の溶媒に溶かした物をインクとして用いている。布に描くと10秒ほどで溶媒が揮発し、ロウが白く残るために、印を付けられる。

### 複写紙型
カーボン紙のような状のチャコである。チャコペーパーは、1953年に日本人の主婦であった松井淑い（まついよし）により考案された

。
なお「チャコペーパー」はチャコペーパー株式会社の登録商標であるため、学校教育で使用される教科書などでは、布用複写紙などと記載される。
この手の製品には、チャコが片面に塗布された製品だけでなく、両面に塗布された製品も見られる。片面タイプは、刺繍などを行う際に、布と図案の間に挟み図案をなぞる方法で、図案を布に転写するためなどに用いる。両面タイプは、中裏で輪にした布の間に挟み、型紙を置きルレットやへらでなぞる方法で、布に印を付けるために用いる。